# Mala Paka
Mala Paka is een plaats in de gemeente Žakanje in de Kroatische provincie Karlovac. De plaats telt 30 inwoners (2001).